# Хмелюв (Підкарпатське воєводство)
Хмелюв (пол. Chmielów) — село в Польщі, у гміні Нова Демба Тарнобжезького повіту Підкарпатського воєводства.
Населення — 2085 осіб (2011).
У 1975-1998 роках село належало до Тарнобжезького воєводства.

## Демографія
Демографічна структура станом на 31 березня 2011 року:
|          | Загалом | Допрацездатний вік | Працездатний вік | Постпрацездатний вік |
| -------- | ------- | ------------------ | ---------------- | -------------------- |
| Чоловіки | 1037    | 213                | 702              | 122                  |
| Жінки    | 1048    | 201                | 570              | 277                  |
| Разом    | 2085    | 414                | 1272             | 399                  |